# La cometa
La cometa é uma obra do pintor e gravurista espanhol Francisco de Goya. Encontra-se preservada no Museu do Prado.
Esta pintura pertence a uma série de cartões que Goya fez em 1778 para decorar a sala de jantar dos príncipes no Palacio Real de El Pardo, em Madrid. Esta série também continha quadros intitulados Jugadores de naipes e Niños inflando una vejiga.